# 1520-talet

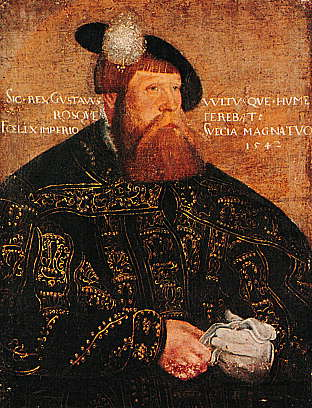
Gustav Vasa väljs till Sveriges kung 1523.

## Händelser
- 1523 - Gustav Vasa väljs till Sveriges kung och tågar in i Stockholm.
- 1526 - Slaget vid Mohács utkämpas.
- 1529 - Wien belägras av osmanerna.

## Födda
- 4 augusti 1521 – Urban VII, påve.
- 13 december 1521 – Sixtus V, påve.
- 1 september 1526 – Katarina Jagellonica, drottning av Sverige.

## Avlidna
- 3 februari 1520 – Sten Sture den yngre, svensk riksföreståndare.
- 1 december 1521 – Leo X, påve.
- 14 september 1523 – Hadrianus VI, påve.
- 24 december 1524 – Vasco da Gama, portugisisk upptäcktsresande som upptäckte sjövägen till Indien.